# مسفر بن علی القحطانی
مسفر بن علی القحطانی (۱۹۷۱ م -۱۳۹۱ ق) محقق، متفکر و دانشگاهی سعودی اهل الخبر در استان شرقی است. او چندین کتاب از جمله «تأثیر رویکرد بنیادگرایانه در عقلانی کردن کار اسلامی» و «قرائت معاصر شریعت در زندگی» را منتشر کرده‌است.

## تحصیلات
- مدرک دکترا اصول فقه از دانشگاه ام‌القری؛ عنوان پایان‌نامه:«رویکرد استخراج احکام فوریت‌های فقهی معاصر، پژوهشی کاربردی و اصیل».
- مدرک کارشناسی ارشد در رشته سیاست شریعت از مؤسسه عالی قضائیه ریاض؛ عنوان پایان‌نامه:«اهداف شریعت از امامت اعظم ابن تیمیه».

## مسئولیت‌ها
- استاد گروه مطالعات اسلامی و عربی دانشگاه نفت و مواد معدنی ملک فهد
- رئیس گروه مطالعات اسلامی دانشگاه نفت و مواد معدنی ملک فهد
- مدیر اجرایی مرکز تحقیقات و مطالعات اسلامی شاهزاده عبدالمحسن بن جلاوی در دمام
- استاد مدعو در مؤسسه اروپایی مطالعات انسانی در فرانسه
- کارشناس فرهنگستان فقه سازمان کنفرانس اسلامی
- عضو هیئت امنای مجمع جهانی جوانان مسلمان
- عضو کمیته علمی کمیسیون حقوق بشر در عربستان سعودی

## آثار
| کتاب                                                                                           | سال انتشار | ملاحظات                                                                          |
| ---------------------------------------------------------------------------------------------- | ---------- | -------------------------------------------------------------------------------- |
| فقه الحقائق                                                                                    | ۱۹۹۹ م     |                                                                                  |
| منهج استنباط أحکام النوازل الفقهیة المعاصرة                                                    | ۲۰۰۳ م     |                                                                                  |
| مناهج الفتیا فی القضایا الفقهیة المعاصرة                                                       | ۱۴۲۳ ه‍.ق    |                                                                                  |
| فقه الاستطاعة                                                                                  | ۲۰۰۳ م     |                                                                                  |
| المرأة.. والعودة إلی الذات                                                                     | ۲۰۰۴ م     |                                                                                  |
| کلمات فی الوعی                                                                                 | ۲۰۰۷ م     | [ ۴ ]                                                                            |
| أثر المنهج الأصولی فی ترشید العمل الإسلامی                                                     | ۲۰۰۸ م     |                                                                                  |
| الوعی المقاصدی: قراءة معاصرة للعمل بمقاصد الشریعة فی مناحی الحیاة                              | ۲۰۰۸ م     |                                                                                  |
| الوعی الحضاری: مقاربة مقاصدیة لفقه العمران الإسلامی                                            | ۲۰۱۲ م     |                                                                                  |
| إصلاح المال: دراسة فی الضوابط الفقهیة للمعاملات المالیة المعاصرة مع مقدمة فی الاقتصاد الإسلامی | ۲۰۱۴ م     |                                                                                  |
| سؤال التدبیر: رؤی مقاصدیة فی الإصلاح المدنی                                                    | ۲۰۱۴ م     |                                                                                  |
| صدام القیم: قراءة لما بعد التحولات الحضاریة                                                    | ۲۰۱۵ م     | [ ۵ ]                                                                            |
| سؤالات فی المنهج: مقاربات أصولیة وفکریة لإشکالاتنا المعاصرة.                                   | ۲۰۱۷ م     | عنوان چاپ دوم: «سؤالات فی المنهج: مقاربة أصولیة وفکریة لاحتیاجات واقعنا المعاصر» |
| التسخیر الکونی للإنسان: من السؤال إلی النظریة                                                  | ۲۰۱۷ م     |                                                                                  |
| حقوق الإنسان فی ضوء مقاصد الشریعة مقارنة بالمواثیق الدولیة                                     | ۲۰۱۹ م     | [ ۷ ]                                                                            |
| مقدمات فی الإجتماع الدینی: مقاربة للحالة السعودیة                                              | ۲۰۲۱ م     |                                                                                  |